# Stefan Grabiński

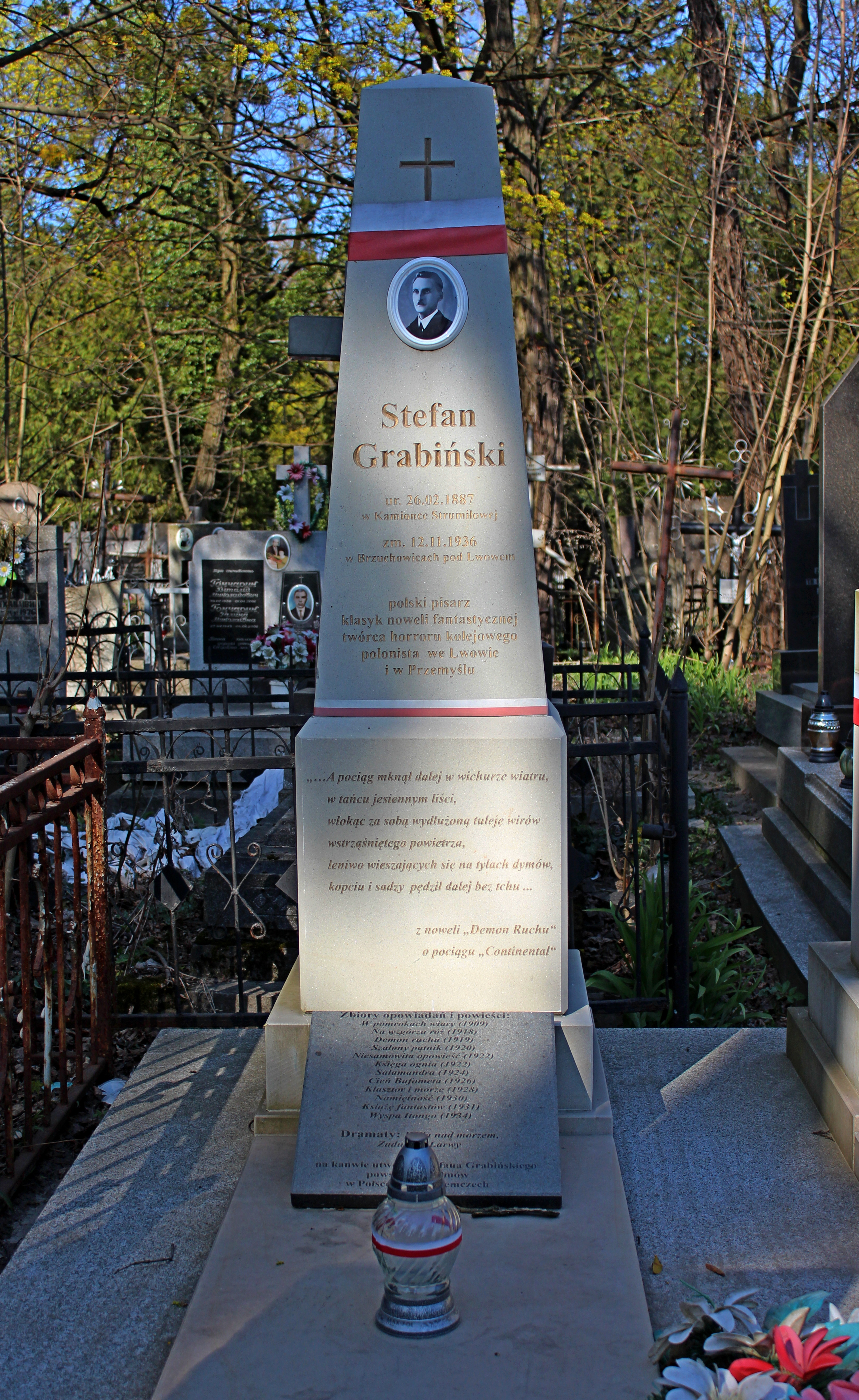
Nagrobek

Stefan Grabiński (ur. 26 lutego 1887 w Kamionce Strumiłowej, zm. 12 listopada 1936 we Lwowie) – polski pisarz, przedstawiciel nurtu grozy w polskiej literaturze międzywojennej. Klasyk noweli fantastycznej, określany nieraz mianem „polskiego Poe” lub „polskiego Lovecrafta”, wysoko ceniony w kręgach literatury grozy poza granicami Polski, m.in. przez Thomasa Ligottiego.

## Życiorys
Urodził się w galicyjskiej rodzinie inteligenckiej, jako syn naczelnika sądu Dionizego Grabińskiego i Eugenii z Czubków. Wczesną młodość spędził w Łące pod Samborem, skąd po śmierci ojca rodzina przeniosła się do Lwowa.
Po ukończeniu nauki w tamtejszym liceum bernardynów w 1905 rozpoczął studiowanie literatury polskiej i filologii klasycznej na wydziale filologicznym Uniwersytetu Lwowskiego. Poznał tam między innymi Stanisława Kota, Juliusza Kleinera, Tadeusza Sinkę, Stanisława Łempickiego oraz Stefana Wierczyńskiego.
Jeszcze w okresie studenckim ujawniła się u niego dziedziczna gruźlica; doświadczenie śmiertelnej choroby, podobnie jak cechująca pisarza już od dzieciństwa żarliwa religijność, wywarły znaczący wpływ na kształtowanie się jego światopoglądu i programu literackiego.
Po ukończeniu studiów, poczynając od 1911 pracował jako polonista w lwowskich gimnazjach. Podróżował po Europie: przebywał w Austrii (w latach 1914–1915), odwiedził Włochy (1927) i Rumunię (1927). W latach 1917–1921 był nauczycielem w Przemyślu.  Mieszkał w kamienicy przy Placu Katedralnym 4.
W 1921, rozstawszy się z żoną, wrócił do Lwowa i zamieszkał z matką przy ulicy Murarskiej 22. Zaczął uczyć języka polskiego w Seminarium Nauczycielskim Męskim przy ulicy Nabielaka 67 i VI gimnazjum na Łyczakowie.
Przeniesiony na emeryturę z powodu zaawansowanej gruźlicy, w 1931 r. zamieszkał w miejscowości kuracyjnej Brzuchowice pod Lwowem. Od tego czasu, pomimo niedawno odnoszonych sukcesów pisarskich, popadał w coraz większą nędzę i zapomnienie.
Zmarł w skrajnym ubóstwie, opuszczony przez niemal wszystkich znajomych. Jest pochowany na cmentarzu Janowskim we Lwowie.

## Zainteresowania
Był znawcą zagadnień z dziedziny parapsychologii, magii i demonologii. Interesował się stawiającą pierwsze kroki sztuką filmową (zwłaszcza popularnym nurtem ekspresjonizmu niemieckiego), śledził współczesne prądy filozoficzne i literackie; inspirację dla jego postawy intelektualnej i artystycznej stanowiły myśli Henriego Bergsona i Williama Jamesa oraz twórczość uwielbianego Edgara Allana Poe, któremu poświęcił esej Książę fantastów (1931).

## Twórczość

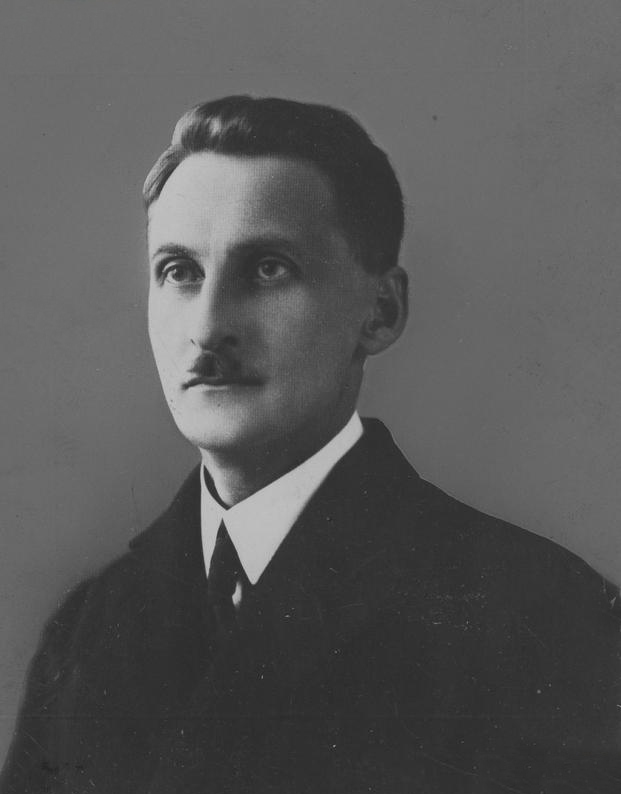
Stefan Grabiński

Największe uznanie zyskał jako nowelista. Zadebiutował w 1909 roku (wydanym pod pseudonimem Stefan Żalny) zbiorem opowiadań Z wyjątków. W pomrokach wiary, który nie zyskał jednak uznania krytyki ze względu na niewielką wartość artystyczną. Autor został dostrzeżony dopiero dzięki drugiemu tomowi pt. Na wzgórzu róż (1918). Sławę przyniósł mu Demon ruchu (1919) – cykl nowel grozy osnutych wokół motywu pociągu i stacji kolejowej. Zachęcony sukcesem, w krótkim czasie opublikował kolejne zbiory nowel, z których część stanowiły zamknięte cykle tematyczne: Szalony pątnik (1920), Niesamowita opowieść (1922), Księga ognia (1922), Namiętność (1930). Niektóre opowiadania Grabińskiego były także publikowane w ówczesnej prasie popularnej („Gazeta Kaliska”, „Słowo Polskie”, „Robotnik”, „Nowa Reforma”) i literackiej („Maski”, „Pro Arte”, „Zdrój”).
Mniejszą wartość artystyczną zwyczajowo przypisuje się jego powieściom. Salamandra (1924), Cień Bafometa (1926), Klasztor i morze (1928) oraz Wyspa Itongo (1934) współcześnie zostały niedostrzeżone lub ostro skrytykowane, po wojnie zaś uznano je za anachroniczne.
Jest także autorem trzech dramatów (Willa nad morzem, Zaduszki, Larwy), wystawianych na scenach Warszawy, Lwowa i Krakowa.

## Charakterystyka dzieła
Stworzył swoisty, rozpoznawalny styl literacki, oparty na zestawieniu tradycyjnej, realistycznej narracji z elementami języka poetyckiego. Charakterystyczne dla jego prozy są zapadające w pamięć fikcyjne nazwiska i nazwy miejscowości.
Większość utworów pisarza zbudowana jest wedle podobnego schematu: w początkowo „zwyczajnym” życiu bohatera zaczynają pojawiać się zjawiska tajemnicze i niezwykłe, a konfrontacja z nimi doprowadza go w zaskakującym finale do przemiany wewnętrznej, lub, znacznie częściej, do zguby. Miejscem akcji większości opowiadań są prowincjonalne miasteczka, samotne budynki, zapomniane stacje kolejowe.
Chociaż opisy światów kreowanych przez Grabińskiego cechuje daleko posunięta dbałość o szczegóły (np. w opowiadaniach z cyklu Demon ruchu występują fachowe terminy związane z kolejnictwem), to jednak klasyczne cechy prozy realistycznej, takie jak próby wiernego odwzorowania rzeczywistości lub psychologii ludzkiej, nierzadko ustępują w jego narracjach miejsca środkom budującym szczególny nastrój niesamowitości i umiejętnemu stosowaniu napięcia.
Najbardziej wyraziste motywy, powracające w kolejnych jego utworach, to: problem tożsamości, istnienie zaburzeń rzeczywistości lub rzeczywistości równoległych, życie pozagrobowe, fascynacja zdobyczami nauki i paranaukami, nadnaturalne przyczyny obłędu, fatalny demonizm kobiet (motyw femme fatale).
Artur Hutnikiewicz zwraca uwagę, że wszystkie fantastyczne pomysły Grabińskiego mają źródła w jego pluralistycznej, neoplatońskiej koncepcji rzeczywistości, w przekonaniu o szczególnej mocy myśli i aktu twórczego oraz w wierze w dynamiczną koncepcję bytu, zainspirowanej doktrynami Fryderyka Nietzschego i Bergsona.

## Znane dzieła

### Zbiory opowiadań
- Z wyjątków. W pomrokach wiary (1909) (pod pseudonimem Stefan Żalny)
- Na wzgórzu róż (1918)
- Demon ruchu (1919)
- Szalony pątnik (1920)
- Niesamowita opowieść (1922)
- Księga ognia (1922)
- Namiętność (1930)

### Powieści

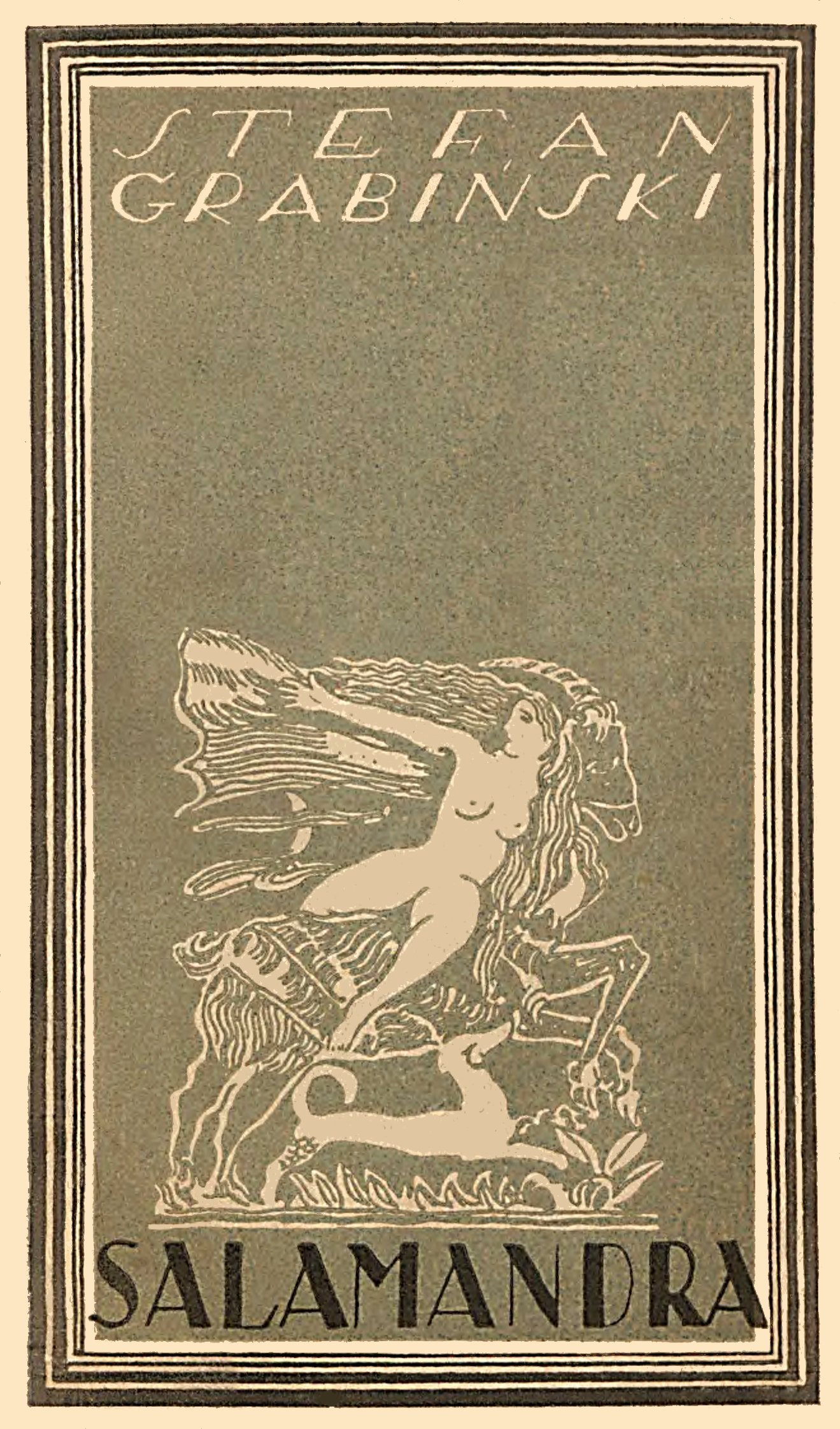
Okładka powieści Salamandra, 1924

- Salamandra (1924)
- Cień Bafometa (1926)
- Klasztor i morze (1928)
- Wyspa Itongo (1936)
- Motywy docenta Ponowy [nie ukończona, rękopis]

### Sztuki teatralne
- Willa nad morzem (Ciemne siły) (1921)
- Zaduszki (2016, wydane pośmiertnie w zbiorze Dramaty)[4]
- Manowiec (2016, wydane pośmiertnie w zbiorze Dramaty)[4]
- Larwy (2016, wydane pośmiertnie w zbiorze Dramaty)[4]

### Prace teoretyczne
- Zagadnienie oryginalności w twórczości literackiej (1925)
- O twórczości fantastycznej. Jej geneza i źródła (ok. 1928, maszynopis)

## Recepcja
Oprócz okresu  krótkotrwałej popularności, jaką udało mu się zdobyć dzięki Demonowi ruchu, Grabiński przez całe życie pozostawał twórcą niedocenianym. Współcześni krytycy, przyzwyczajeni do panującej powszechnie szkoły realistycznej i naturalistycznej, często nie potrafili zrozumieć nowatorstwa jego „niesamowitych opowieści”. Jedną z niewielu osób przychylnych Grabińskiemu, obok Wilama Horzycy i Jerzego Płomieńskiego, był jego największy miłośnik, popularyzator i przyjaciel – Karol Irzykowski.
Renesans twórczości Grabińskiego w Polsce nastąpił dopiero po II wojnie światowej, przede wszystkim dzięki staraniom historyka literatury Artura Hutnikiewicza, autora monografii Twórczość literacka Stefana Grabińskiego: 1877-1936 (1959) i redaktora trzytomowych Utworów wybranych (1980) pisarza. W 1975 roku wybór nowel Grabińskiego zatytułowany Niesamowite opowieści ukazał się w efemerycznej serii Wydawnictwa Literackiego „Stanisław Lem poleca” z posłowiem samego autora Solaris. Miłośnikiem twórczości Grabińskiego był krytyk i teoretyk literatury science-fiction Marek Wydmuch.
Od lat 80. XX wieku następuje stopniowy spadek zainteresowania sylwetką i twórczością pisarza. Jednym z dzisiejszych promotorów twórczości Stefana Grabińskiego jest Paweł Dunin-Wąsowicz, wydawca pierwszej po wojnie pełnej edycji Demona ruchu.
Z perspektywy krytyki feministycznej twórczość Grabińskiego interpretowała Krystyna Kłosińska.

### Recepcja za granicą
Część opowiadań Grabińskiego, w tłumaczeniu Charlotte Eckert i Kurta Kelma, została wydana w Niemczech w prestiżowej serii Bibliothek des Hauses Usher (1953).
W 1993 roku Grabiński, dzięki tłumaczeniom Mirosława Lipińskiego, został dostrzeżony w Stanach Zjednoczonych, gdzie okrzyknięto go „polskim Poe”. Jego wybrane opowiadania opublikowano tam w zbiorach zatytułowanych The Dark Domain (1993) i The Motion Demon (2005).
W 2003 roku ukazało się tłumaczenie na język portugalski Demona ruchu (O Demónio do movimento). Autorem przekładu jest Wojciech Charchalis.
Trzy opowiadania Grabińskiego (Smoluch, Spojrzenie, Czad) ukazały się w Antologii ukraińskiej prozy gotyckiej (2014), której autorem jest współczesny pisarz ukraiński – Jurij Wynnyczuk. Opowiadania Smoluch i Czad przełożył sam kompilator, z kolej Spojrzenie zostało przetłumaczone przez Myrosławę Balicką. W 2018 roku ukraińskie wydawnictwo Folio wydało w języku ukraińskim powieść fantastyczną Salamandra, którą tłumaczyło siedem osób, w tym Wynnyczuk i Balicka. Powieść ukazała się w ramach cyklu Jurij Wynnyczuk rekomenduje.

### Adaptacje filmowe
Na podstawie opowiadania Grabińskiego Kochanka Szamoty powstał w 1927 roku film średniometrażowy, wyreżyserowany przez Leona Trystana.
W okresie powojennym na kanwie nowel Grabińskiego zrealizowano dwa polskie filmy telewizyjne oraz współczesną niemiecką adaptację Kochanki Szamoty.

## Inspiracje w filmach
- Kochanka Szamoty (1927, reż. Leon Trystan)[7]
- Ślepy tor (1967, reż. Ryszard Ber)[8]
- Pożarowisko (1968, reż. Ryszard Ber)[9]
- Dom Sary (1985, reż. Zygmunt Lech), na podst. opowiadania W domu Sary[10]
- Problemat profesora Czelawy (1985, reż. Zygmunt Lech), na podst. opowiadania Problemat Czelawy[11]
- Nikt nie jest winien (1986, reż. Ryszard Zatorski), na podst. opowiadania W willi nad morzem oraz dramatu Willa nad morzem (Ciemne Siły)[12]
- Szamota’s Mistress (USA 1998, reż. Joseph Parda) na podst. opowiadania Kochanka Szamoty
- Szamotas Geliebte (Niemcy 1999, reż. Holger Mandel), na podst. opowiadania Kochanka Szamoty[13]
- Ultima Thule (Niemcy 2001, reż. Holger Mandel)[14]
- Podróż na wschód (2011, reż. Tomasz Budzyński i Łukasz Jankowski), na podst. opowiadania Maszynista Grot[15]
- Kochanka Szamoty (2016, reż. Adam Uryniak)[16]